# Lichtenlijst
Een lichtenlijst is een verzameling van gegevens over hulpmiddelen voor scheepsnavigatie, meestal (maar niet noodzakelijk) objecten waar een lichtbron bij gebruikt wordt (scheepvaartlichten). Ook mistseinen, AIS, racon horen hierbij.
De publicaties worden soms dagelijks bijgewerkt (Rijkswaterstaat), soms (twee-)wekelijks met behulp van Bericht aan zeevarenden (BaZ), Notice to mariners (NtM), Nachrichten für Seefahrer (NfS) enzovoort. Of jaarlijks een nieuwe publicatie (USA) of ook wel een lagere frequentie.

## Gegevens
Die gegevens gaan over:
- Naam van het licht / plaats (gemeente)
- Locatie (met voldoende nauwkeurigheid)
  - De geografische breedte en geografische lengte (zoals 51° 17'.8 4° 17'.1 of 50° 21.6 ́ N 4° 08.1 ́ W)
- (Internationaal) identificatie(nummer) (zoals B 1234.56)
- lichtkarakteristiek
  - patroon (zoals "F", "Fl", "Iso", "LFl", "Mo", "OC", "Q", "Q+LFl", "VQ" enzovoort)
  - kleur(en) (zoals "W" voor wit, "G" voor groen, "R" voor rood enzovoort)
  - periodetijd (zoveel seconden)
  - hoogte boven referentievlak (zoals meter boven NAP)
  - bereik (zoveel zeemijl)
  - beschrijving (opvallende dingen zoals "Orange triangular daymark point down")
  - bijkomende informatie (bijvoorbeeld sectoren van sectorlicht)
- mistsein
  - geluidsbron (bijvoorbeeld Horn)
  - het ritme (bijvoorbeeld Mo(U))
  - de periodetijd (bijvoorbeeld 30s)
- AIS
  - MMSI (het nummer)
- Racon
  - Locatie (met voldoende nauwkeurigheid) 
    - De geografische breedte en geografische lengte (bijvoorbeeld 51.3629756, 3.1979147)

  - type (bijvoorbeeld 3 & 10 cm)
  - bereik (zoveel zeemijl)
  - kenteken (identificatieletter)
  - identificatie(nummer) in de lijst.